# Chỉ số tổn thương môi trường
Chỉ số tổn thương môi trường (EVI) là một đo lường được phát minh bởi Ủy ban khoa học Trái Đất Ứng dụng Nam Thái Bình Dương (SOPAC), Chương trình Môi trường Liên Hợp Quốc và một số tổ chức khác để biểu thị đặc điểm độ nghiêm trọ tương đối của một số vấn đề môi trường của 243 nước và vùng địa lý (ví dụ như Nam Cực) được liệt kê. Kết quả của EVI được sử dụng để tập trung vào các giải pháp dự kiến để giảm tác động xấ đến môi trường và đồng thời phát triển bền vững.

## Bảng xếp hạng
| Thứ hạng | Quốc gia                             | Chỉ số | Nhóm                 |
| -------- | ------------------------------------ | ------ | -------------------- |
| 1        | Guyane thuộc Pháp                    | 174    | Có khả năng phục hồi |
| 2        | Tây Sahara                           | 175    | Có khả năng phục hồi |
| 3        | Botswana                             | 181    | Có khả năng phục hồi |
| 4        | Cộng hòa Trung Phi                   | 193    | Có khả năng phục hồi |
| 5        | Namibia                              | 200    | Có khả năng phục hồi |
| 6        | Zimbabwe                             | 200    | Có khả năng phục hồi |
| 7        | Guyana                               | 207    | Có khả năng phục hồi |
| 8        | Mông Cổ                              | 208    | Có khả năng phục hồi |
| 9        | Niger                                | 208    | Có khả năng phục hồi |
| 10       | Djibouti                             | 210    | Có khả năng phục hồi |
| 11       | Zambia                               | 210    | Có khả năng phục hồi |
| 12       | Gabon                                | 211    | Có khả năng phục hồi |
| 13       | Suriname                             | 211    | Có khả năng phục hồi |
| 14       | Kazakhstan                           | 215    | Nguy hiểm            |
| 15       | Mali                                 | 215    | Nguy hiểm            |
| 16       | Svalbard                             | 215    | Nguy hiểm            |
| 17       | Chad                                 | 217    | Nguy hiểm            |
| 18       | Congo                                | 219    | Nguy hiểm            |
| 19       | Quần đảo Falkland                    | 223    | Nguy hiểm            |
| 20       | Mozambique                           | 225    | Nguy hiểm            |
| 21       | Angola                               | 227    | Nguy hiểm            |
| 22       | Cameroon                             | 229    | Nguy hiểm            |
| 23       | Burkina Faso                         | 229    | Nguy hiểm            |
| 24       | Qatar                                | 229    | Nguy hiểm            |
| 25       | Mauritania                           | 233    | Nguy hiểm            |
| 26       | Kyrgyzstan                           | 234    | Nguy hiểm            |
| 27       | Châu Nam Cực                         | 235    | Nguy hiểm            |
| 28       | Úc                                   | 238    | Nguy hiểm            |
| 29       | Belarus                              | 239    | Nguy hiểm            |
| 30       | Guinea Xích Đạo                      | 243    | Nguy hiểm            |
| 31       | Greenland                            | 243    | Nguy hiểm            |
| 32       | Lào                                  | 243    | Nguy hiểm            |
| 33       | Swaziland                            | 243    | Nguy hiểm            |
| 34       | Quần đảo Nam Georgia và Nam Sandwich | 245    | Nguy hiểm            |
| 35       | Panama                               | 247    | Nguy hiểm            |
| 36       | Armenia                              | 247    | Nguy hiểm            |
| 37       | Bahamas                              | 248    | Nguy hiểm            |
| 38       | Bờ Biển Ngà                          | 248    | Nguy hiểm            |
| 39       | Turkmenistan                         | 249    | Nguy hiểm            |
| 40       | Malawi                               | 249    | Nguy hiểm            |
| 41       | Oman                                 | 250    | Nguy hiểm            |
| 42       | Bolivia                              | 250    | Nguy hiểm            |
| 43       | Canada                               | 251    | Nguy hiểm            |
| 44       | Papua New Guinea                     | 251    | Nguy hiểm            |
| 45       | Bhutan                               | 253    | Nguy hiểm            |
| 46       | Eritrea                              | 254    | Nguy hiểm            |
| 47       | Guinea                               | 254    | Nguy hiểm            |
| 48       | Libya                                | 256    | Nguy hiểm            |
| 49       | Andorra                              | 257    | Nguy hiểm            |
| 50       | Tanzania                             | 257    | Nguy hiểm            |
| 51       | Belize                               | 258    | Nguy hiểm            |
| 52       | Uruguay                              | 259    | Nguy hiểm            |
| 53       | Ethiopia                             | 260    | Nguy hiểm            |
| 54       | Paraguay                             | 260    | Nguy hiểm            |
| 55       | Gruzia                               | 261    | Nguy hiểm            |
| 56       | Kenya                                | 262    | Nguy hiểm            |
| 57       | Phần Lan                             | 265    | Tổn thương           |
| 58       | São Tomé và Príncipe                 | 265    | Tổn thương           |
| 59       | Somalia                              | 265    | Tổn thương           |
| 60       | Peru                                 | 268    | Tổn thương           |
| 61       | Campuchia                            | 270    | Tổn thương           |
| 62       | Latvia                               | 270    | Tổn thương           |
| 63       | Myanmar                              | 270    | Tổn thương           |
| 64       | Đảo Bouvet                           | 271    | Tổn thương           |
| 65       | Guinea-Bissau                        | 271    | Tổn thương           |
| 66       | Liberia                              | 271    | Tổn thương           |
| 67       | Tajikistan                           | 271    | Tổn thương           |
| 68       | Nicaragua                            | 272    | Tổn thương           |
| 69       | Honduras                             | 273    | Tổn thương           |
| 70       | Na Uy                                | 273    | Tổn thương           |
| 71       | Nga                                  | 273    | Tổn thương           |
| 72       | Ả Rập Xê Út                          | 274    | Tổn thương           |
| 73       | Sudan                                | 274    | Tổn thương           |
| 74       | Algeria                              | 275    | Tổn thương           |
| 75       | Comoros                              | 277    | Tổn thương           |
| 76       | Gambia                               | 277    | Tổn thương           |
| 77       | Senegal                              | 277    | Tổn thương           |
| 78       | Benin                                | 278    | Tổn thương           |
| 79       | Ghana                                | 279    | Tổn thương           |
| 80       | Madagascar                           | 279    | Tổn thương           |
| 81       | Saint Helena                         | 279    | Tổn thương           |
| 82       | Lesotho                              | 280    | Tổn thương           |
| 83       | Estonia                              | 280    | Tổn thương           |
| 84       | Maroc                                | 281    | Tổn thương           |
| 85       | Quần đảo Solomon                     | 281    | Tổn thương           |
| 86       | Cape Verde                           | 282    | Tổn thương           |
| 87       | Sierra Leone                         | 283    | Tổn thương           |
| 88       | Uganda                               | 283    | Tổn thương           |
| 89       | Cocos (Keeling) Islands              | 285    | Tổn thương           |
| 90       | Vanuatu                              | 285    | Tổn thương           |
| 91       | Uzbekistan                           | 286    | Tổn thương           |
| 92       | Argentina                            | 287    | Tổn thương           |
| 93       | Chile                                | 287    | Tổn thương           |
| 94       | Burundi                              | 288    | Tổn thương           |
| 95       | Cộng hòa Dân chủ Congo               | 288    | Tổn thương           |
| 96       | Afghanistan                          | 289    | Tổn thương           |
| 97       | Yemen                                | 289    | Tổn thương           |
| 98       | New Caledonia                        | 290    | Tổn thương           |
| 99       | Aruba                                | 291    | Tổn thương           |
| 100      | Venezuela                            | 291    | Tổn thương           |
| 101      | New Zealand                          | 292    | Tổn thương           |
| 102      | Quần đảo Turks và Caicos             | 292    | Tổn thương           |
| 103      | Togo                                 | 293    | Tổn thương           |
| 104      | Các Tiểu vương quốc Ả Rập Thống nhất | 293    | Tổn thương           |
| 105      | Thành Vatican                        | 293    | Tổn thương           |
| 106      | Heard Island and McDonald Islands    | 294    | Tổn thương           |
| 107      | British Indian Ocean Territory       | 295    | Tổn thương           |
| 108      | Colombia                             | 296    | Tổn thương           |
| 109      | Quần đảo Faroe                       | 296    | Tổn thương           |
| 110      | Saint Pierre và Miquelon             | 296    | Tổn thương           |
| 111      | Ai Cập                               | 298    | Tổn thương           |
| 112      | Iceland                              | 298    | Tổn thương           |
| 113      | Rwanda                               | 298    | Tổn thương           |
| 114      | Jan Mayen                            | 300    | Tổn thương           |
| 115      | Hoa Kỳ                               | 300    | Tổn thương           |
| 116      | Slovakia                             | 303    | Tổn thương           |
| 117      | Ecuador                              | 304    | Tổn thương           |
| 118      | Mayotte                              | 304    | Tổn thương           |
| 119      | Pitcairn                             | 304    | Tổn thương           |
| 120      | Wallis and Futuna                    | 304    | Tổn thương           |
| 121      | Nepal                                | 305    | Tổn thương           |
| 122      | San Marino                           | 305    | Tổn thương           |
| 123      | Bosnia & Herzegovina                 | 306    | Tổn thương           |
| 124      | Mexico                               | 306    | Tổn thương           |
| 125      | Tunisia                              | 306    | Tổn thương           |
| 126      | Antigua & Barbuda                    | 307    | Tổn thương           |
| 127      | Thái Lan                             | 308    | Tổn thương           |
| 128      | Hồng Kông                            | 309    | Tổn thương           |
| 129      | Niue                                 | 309    | Tổn thương           |
| 130      | Jordan                               | 310    | Tổn thương           |
| 131      | Thụy Điển                            | 311    | Tổn thương           |
| 132      | Anguilla                             | 312    | Tổn thương           |
| 133      | Malaysia                             | 312    | Tổn thương           |
| 134      | Brunei                               | 313    | Tổn thương           |
| 135      | Iran                                 | 313    | Tổn thương           |
| 136      | Síp                                  | 314    | Tổn thương           |
| 137      | Litva                                | 314    | Tổn thương           |
| 138      | Cộng hòa Séc                         | 315    | Tổn thương           |
| 139      | Grenada                              | 315    | Tổn thương           |
| 140      | Malta                                | 316    | Tổn thương cao       |
| 141      | Indonesia                            | 316    | Tổn thương cao       |
| 142      | Macedonia                            | 316    | Tổn thương cao       |
| 143      | Ukraine                              | 317    | Tổn thương cao       |
| 144      | Ireland                              | 318    | Tổn thương cao       |
| 145      | Moldova                              | 322    | Tổn thương cao       |
| 146      | Bulgaria                             | 323    | Tổn thương cao       |
| 147      | Kuwait                               | 323    | Tổn thương cao       |
| 148      | Netherlands Antilles                 | 323    | Tổn thương cao       |
| 149      | Dominican Republic                   | 324    | Tổn thương cao       |
| 150      | Nam Phi                              | 324    | Tổn thương cao       |
| 151      | Đài Loan                             | 324    | Tổn thương cao       |
| 152      | Bahrain                              | 326    | Tổn thương cao       |
| 153      | Luxembourg                           | 327    | Tổn thương cao       |
| 154      | Gibraltar                            | 328    | Tổn thương cao       |
| 155      | Samoa                                | 328    | Tổn thương cao       |
| 156      | Tokelau                              | 328    | Tổn thương cao       |
| 157      | Cuba                                 | 329    | Tổn thương cao       |
| 158      | Albania                              | 330    | Tổn thương cao       |
| 159      | Sri Lanka                            | 331    | Tổn thương cao       |
| 160      | Monaco                               | 332    | Tổn thương cao       |
| 161      | Fiji                                 | 333    | Tổn thương cao       |
| 162      | Puerto Rico                          | 334    | Tổn thương cao       |
| 163      | Portugal                             | 335    | Tổn thương cao       |
| 164      | Romania                              | 335    | Tổn thương cao       |
| 165      | Nigeria                              | 336    | Tổn thương cao       |
| 166      | Saint Vincent và Grenadines          | 337    | Tổn thương cao       |
| 167      | Guatemala                            | 338    | Tổn thương cao       |
| 168      | Palau                                | 338    | Tổn thương cao       |
| 169      | Bangladesh                           | 340    | Tổn thương cao       |
| 170      | Réunion                              | 341    | Tổn thương cao       |
| 171      | Montserrat                           | 342    | Tổn thương cao       |
| 172      | Quần đảo Cayman                      | 343    | Tổn thương cao       |
| 173      | Croatia                              | 343    | Tổn thương cao       |
| 174      | Haiti                                | 343    | Tổn thương cao       |
| 175      | Iraq                                 | 344    | Tổn thương cao       |
| 176      | Đan Mạch                             | 345    | Tổn thương cao       |
| 177      | Liechtenstein                        | 346    | Tổn thương cao       |
| 178      | El Salvador                          | 348    | Tổn thương cao       |
| 179      | Quần đảo Marshall                    | 348    | Tổn thương cao       |
| 180      | Thụy Sĩ                              | 348    | Tổn thương cao       |
| 181      | Đảo Giáng Sinh                       | 350    | Tổn thương cao       |
| 182      | Syria                                | 350    | Tổn thương cao       |
| 183      | Tây Ban Nha                          | 352    | Tổn thương cao       |
| 184      | Hy Lạp                               | 353    | Tổn thương cao       |
| 185      | Thổ Nhĩ Kỳ                           | 353    | Tổn thương cao       |
| 186      | Azerbaijan                           | 354    | Tổn thương cao       |
| 187      | Costa Rica                           | 354    | Tổn thương cao       |
| 188      | Ba Lan                               | 354    | Tổn thương cao       |
| 189      | Seychelles                           | 355    | Tổn thương cao       |
| 190      | Đức                                  | 357    | Tổn thương cao       |
| 191      | Việt Nam                             | 357    | Tổn thương cao       |
| 192      | Mauritius                            | 358    | Tổn thương cao       |
| 193      | Saint Kitts và Nevis                 | 359    | Tổn thương cao       |
| 194      | Trung Quốc                           | 360    | Tổn thương cao       |
| 195      | Pháp                                 | 361    | Tổn thương cao       |
| 196      | Slovenia                             | 362    | Tổn thương cao       |
| 197      | Hungary                              | 363    | Tổn thương cao       |
| 198      | Triều Tiên                           | 363    | Tổn thương cao       |
| 199      | Martinique                           | 364    | Tổn thương cao       |
| 200      | Tuvalu                               | 367    | Tổn thương rất cao   |
| 201      | Pakistan                             | 368    | Tổn thương rất cao   |
| 202      | Đảo Norfolk                          | 368    | Tổn thương rất cao   |
| 203      | Austria                              | 369    | Tổn thương rất cao   |
| 204      | Bermuda                              | 373    | Tổn thương rất cao   |
| 205      | Hàn Quốc                             | 373    | Tổn thương rất cao   |
| 206      | Brazil                               | 373    | Tổn thương rất cao   |
| 207      | Anh Quốc                             | 373    | Tổn thương rất cao   |
| 208      | British Virgin Islands               | 377    | Tổn thương rất cao   |
| 209      | Northern Mariana Islands             | 378    | Tổn thương rất cao   |
| 210      | Israel                               | 380    | Tổn thương rất cao   |
| 211      | French Polynesia                     | 381    | Tổn thương rất cao   |
| 212      | Jamaica                              | 381    | Tổn thương rất cao   |
| 213      | Trinidad và Tobago                   | 381    | Tổn thương rất cao   |
| 214      | Quần đảo Cook                        | 383    | Tổn thương rất cao   |
| 215      | Maldives                             | 383    | Tổn thương rất cao   |
| 216      | Ấn Độ                                | 385    | Tổn thương rất cao   |
| 217      | Ý                                    | 386    | Tổn thương rất cao   |
| 218      | Bỉ                                   | 387    | Tổn thương rất cao   |
| 219      | Liban                                | 387    | Tổn thương rất cao   |
| 220      | Hà Lan                               | 388    | Tổn thương rất cao   |
| 221      | Nhật Bản                             | 389    | Tổn thương rất cao   |
| 222      | Guam                                 | 390    | Tổn thương rất cao   |
| 223      | Micronesia                           | 392    | Tổn thương rất cao   |
| 224      | Tonga                                | 392    | Tổn thương rất cao   |
| 225      | Saint Lucia                          | 393    | Tổn thương rất cao   |
| 226      | Kiribati                             | 395    | Tổn thương rất cao   |
| 227      | United States Virgin Islands         | 396    | Tổn thương rất cao   |
| 228      | Philippines                          | 402    | Tổn thương rất cao   |
| 229      | Barbados                             | 403    | Tổn thương rất cao   |
| 230      | Macao                                | 407    | Tổn thương rất cao   |
| 231      | Guadeloupe                           | 412    | Tổn thương rất cao   |
| 232      | Nauru                                | 421    | Tổn thương rất cao   |
| 233      | Singapore                            | 428    | Tổn thương rất cao   |
| 234      | Samoa thuộc Mỹ                       | 436    | Tổn thương rất cao   |